# Tau Herkulidy
tau Herkulidy (τ Herkulidy) – rój meteorów związany z kometą krótkookresową 73P/Schwassmann-Wachmann, który możemy obserwować od 19 maja do 19 czerwca, jednak spodziewać się można tylko kilku zjawisk na godzinę lub mniej. Maksimum roju przypada na 3 czerwca a jego radiant znajduje się w gwiazdozbiorze Herkulesa. Jest to rój stosunkowo wolny, gdyż prędkość meteorów z roju wynosi 15 km/s. W 1930 roku zdarzył się wzrost aktywności tego roju, wtedy jego obfitość sięgała 60 meteorów w ciągu godziny. Jednak od tej pory nie wykazuje szczególnej aktywności (2014).